# Фурукава, Тосио
Тосио Фурукава (яп. 古川登志夫 Фурукава Тосио, род. 16 июля 1946, Охира, Тотиги) — японский сэйю.

## Позиции в Гран-при журнала Animage
- 1979 год — 10-е место в Гран-при журнала Animage, в номинации на лучшую мужскую роль[1];
- 1980 год — 8-е место в Гран-при журнала Animage, в номинации на лучшую мужскую роль[2];
- 1981 год — 7-е место в Гран-при журнала Animage, в номинации на лучшую мужскую роль[3];
- 1982 год — 2-е место в Гран-при журнала Animage, в номинации на лучшую мужскую роль[4];
- 1983 год — 1-е место в Гран-при журнала Animage, в номинации на лучшую мужскую роль[5];
- 1984 год — 3-е место в Гран-при журнала Animage, в номинации на лучшую мужскую роль[6];
- 1985 год — 2-е место в Гран-при журнала Animage, в номинации на лучшую мужскую роль[7];
- 1986 год — 4-е место в Гран-при журнала Animage, в номинации на лучшую мужскую роль[8];
- 1987 год — 9-е место в Гран-при журнала Animage, в номинации на лучшую мужскую роль[9];
- 1988 год — 8-е место в Гран-при журнала Animage, в номинации на лучшую мужскую роль[10];
- 1989 год — 4-е место в Гран-при журнала Animage, в номинации на лучшую мужскую роль[11];
- 1990 год — 2-е место в Гран-при журнала Animage, в номинации на лучшую мужскую роль[12];
- 1991 год — 3-е место в Гран-при журнала Animage, в номинации на лучшую мужскую роль[13];
- 1992 год — 17-е место в Гран-при журнала Animage, в списке лучших сэйю[14]

## Роли в аниме
- 1977 — Wakusei Robo Danguard A — Хидэто Обоси
- 1979 — Мобильный воин ГАНДАМ — Кай Сидэн
- 1979 — Роза Версаля (ТВ) — Сен-Жюст
- 1979 — Uchu Kubo Blue Noah — Доменико
- 1980 — Maeterlinck no Aoi Tori — голос за кадром
- 1980 — Muu no Hakugei — Платос
- 1981 — На пороге лета — Линд
- 1981 — Доктор Сламп (ТВ-1) — Таро Сорамамэ / голос за кадром
- 1981 — Несносные пришельцы (ТВ) — Атару Моробоси
- 1982 — Sentou Mecha Xabungle — Блюм
- 1982 — Kikou Kantai Dairugger XV — Манабу Аки
- 1982 — Королева Тысячелетия — Фильм — Компьютер профессора Амамори
- 1982 — Тыквенное вино (ТВ) — Сюнсукэ Аоба
- 1983 — Несносные пришельцы: Только ты (фильм #1) — Атару Моробоси
- 1983 — Nanako SOS — Огура
- 1983 — Xabungle Graffiti — Блюм
- 1984 — Несносные пришельцы: Прекрасная мечтательница (фильм #2) — Атару Моробоси
- 1984 — Человек-линза — Фильм — Кимболл Киннисон
- 1984 — Кулак Северной Звезды (ТВ-1) — Син
- 1984 — Человек-линза (ТВ) — Кимболл Киннисон (Ким)
- 1985 — Несносные пришельцы: Помни мою любовь (фильм #3) — Атару Моробоси
- 1985 — Area 88 OVA — Багси
- 1985 — Мобильный воин Зета ГАНДАМ (ТВ) — Кай Сидэн
- 1985 — Один: Космический корабль «Звёздный свет» — Акира Цукуба
- 1985 — Несносные пришельцы OVA — Атару Моробоси
- 1985 — High School! Kimen-gumi — Эн Дзякиити / Такуми Тамасабаки
- 1986 — Несносные пришельцы: Лам навсегда (фильм #4) — Атару Моробоси
- 1986 — Драгонболл (ТВ) — Пикколо (младший)
- 1986 — Кулак Северной Звезды — Фильм (1986) — Син
- 1986 — Доходный дом Иккоку (ТВ) — Сакамото
- 1986 — Марис Сильнейшая — Коганэмару
- 1986 — Девичья Сила — Фильм — ОХ-11
- 1986 — Рыцари Зодиака (ТВ) — Береники / Моа
- 1986 — Их было одиннадцать — Дорикас Солдам IV
- 1986 — Жар-птица: Глава о Фениксе — Аканэмару
- 1987 — Кризис каждый день — Леон Макничол
- 1987 — Три мушкетёра (пайлот) — д’Артаньян
- 1987 — Space Fantasia 2001 Yoru Monogatari — Адам
- 1987 — Kamen No Ninja Akakage — Акакагэ
- 1987 — Битва демонов: Стальной дьявол — Такуя Городзу
- 1987 — Люпен III: Заговор клана Фума (фильм четвертый) — Арсен Люпен III
- 1988 — Легенда о героях Галактики: Мне покорится море звёзд (фильм первый) — Оливер Поплан
- 1988 — Несносные пришельцы: Последняя глава (фильм #5) — Атару Моробоси
- 1988 — Kidou Senshi SD Gundam — Кай Сидэн
- 1988 — Яблочное зернышко OVA — Калон
- 1988 — Antique Heart — Судзуки
- 1988 — Драгонболл: Фильм третий — генерал Блю
- 1988 — Легенда о героях Галактики OVA-1 — Оливер Поплан
- 1988 — Плачущий убийца — Ё Хиномура (Плачущий Убийца)
- 1989 — Драгонболл Зет (ТВ) — Пикколо
- 1989 — Драгонболл Зет: Фильм первый — Пикколо
- 1989 — Полиция Будущего (фильм первый) — Асума Синохара
- 1989 — Долгих лет жизни, предки! — Инумару Ёмота
- 1989 — Полиция Будущего (ТВ) — Асума Синохара
- 1989 — Гарага — Джей
- 1990 — Драгонболл Зет: Фильм второй — Пикколо
- 1990 — Maroko — Инумару Ёмота
- 1990 — Драгонболл Зет: Фильм третий — Пикколо
- 1991 — Wizardry — Син
- 1991 — Драгонболл Зет: Фильм четвертый — Пикколо
- 1991 — Кризис каждый день: Крах! — Леон
- 1991 — Драгонболл Зет: Фильм пятый — Пикколо
- 1991 — Несносные пришельцы: Навсегда моя любимая (фильм #6) — Атару Моробоси
- 1992 — Драгонболл Зет: Фильм шестой — Пикколо
- 1992 — Драгонболл Зет: Фильм седьмой — Пикколо
- 1993 — Драгонболл Зет: Фильм восьмой — Пикколо
- 1993 — Бронеотряд 1941 — Ёсимицу Сугуро
- 1993 — Драгонболл Зет: Фильм девятый — Пикколо
- 1993 — Драгонболл Зет OVA — Пикколо
- 1993 — Полиция Будущего: Восстание (фильм второй) — Асума Синохара
- 1993 — Aoki Densetsu Shoot! — Ёсихару Кубо
- 1994 — Драгонболл Зет: Фильм десятый — Пикколо
- 1994 — Драгонболл Зет: Фильм одиннадцатый — Пикколо
- 1994 — GS Mikami - Gokuraku Daisuken! — Раммару Мори
- 1995 — Slam Dunk (фильм третий) — Майкл Окита
- 1995 — Красавица-воин Сейлор Мун Супер Эс (ТВ) — Ястребиный Глаз
- 1995 — Красавица-воин Сейлор Мун Супер Эс - Спецвыпуск — Ястребиный Глаз (эп. 3)
- 1996 — Драгонболл БП (ТВ) — Пикколо
- 1997 — Блеск Малышки Хани (ТВ) — Альфон
- 1999 — Большой О — Евген Грант
- 2000 — Синдзо (ТВ) — Коготь Смерти
- 2001 — Метрополис — генерал
- 2003 — Воздушный мастер — Сиро Саэки
- 2003 — Хищные куклы — Майер
- 2004 — Самурай Чамплу — Кагэмару (эп. 23)
- 2004 — Приключения короля Бита (первый сезон) — Райо
- 2005 — Закон Уэки — Мунин
- 2005 — Эврика 7: Псалмы Планет (ТВ) — Вильям (эп. 25)
- 2006 — Gin-iro no Olynsis — Бриан / Бура-тян
- 2007 — Tetsuko no Tabi — редактор Хидэки Эгами
- 2008 — Рыцари Зодиака OVA-3 — Танатос
- 2008 — Несносные пришельцы (фильм #7) — Атару Моробоси
- 2008 — Драгонболл: Сон-Гоку и друзья возвращаются!! — Пикколо
- 2009 — Dragon Ball Kai — Пикколо
- 2009 — Детектив Конан (фильм 13) — Мисао Ямамура
- 2010 — One Piece — Портгас Д. Эйс
- 2023 — Истребитель демонов — Хантенгу